# Parsifal
Parsifal, in italiano anche Percivalle, è un popolare personaggio del ciclo arturiano, appartenente ai Cavalieri della Tavola Rotonda, e, in particolare, colui che riesce a recuperare il Graal.

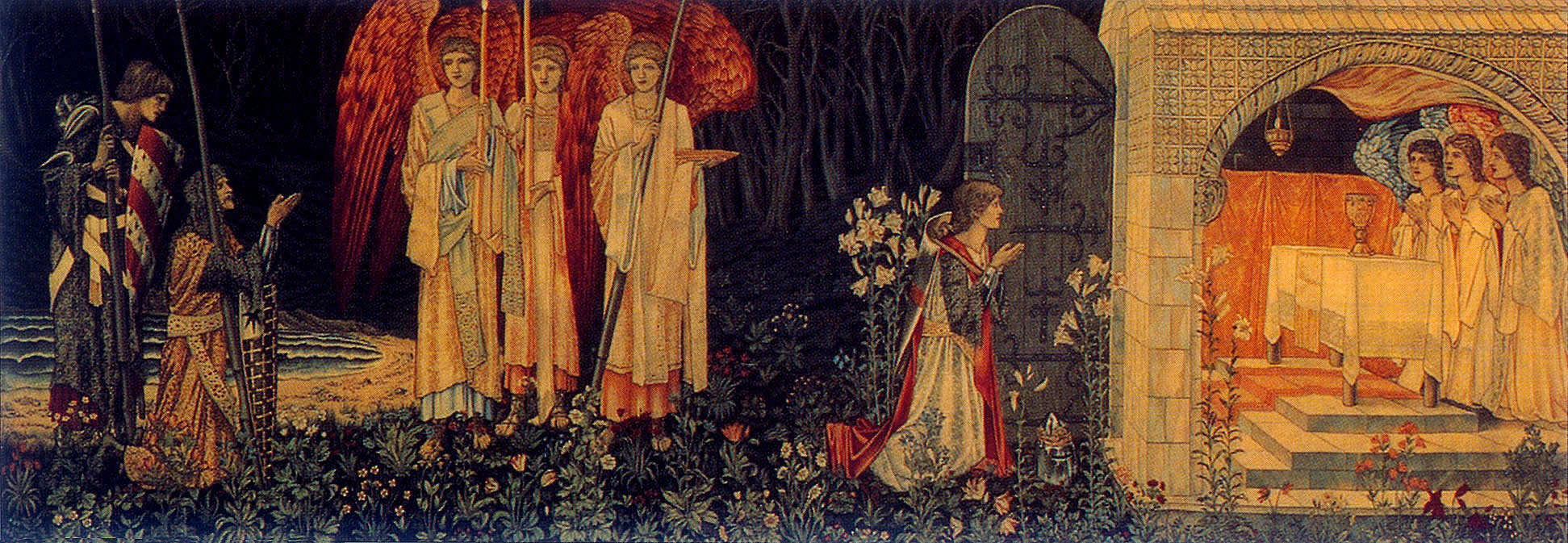
Galahad, Bors e Parsifal conquistano il sacro Graal, dipinto realizzato da Edward Burne-Jones.

Le versioni medievali di questa leggenda variano l'una dall'altra, ma pressoché tutte raccontano di un ragazzo nato e cresciuto nella foresta, che si reca alla corte di Re Artù e diventa uno dei Cavalieri della Tavola Rotonda. Parsifal è ammesso alla vista del Santo Graal perché il suo cuore è puro.              
La notorietà di Parsifal è dovuta ad una versione secondo cui egli sarebbe il cavaliere alla ricerca del Graal che più è arrivato prossimo alla conquista. Egli avrebbe infatti trovato il Re Pescatore, discendente di Giuseppe di Arimatea, e, banchettando alla sua mensa, avrebbe visto il Sacro Graal e la Lancia di Longino, da questi custodite. Tuttavia, non avrebbe bevuto alla sacra coppa per non aver chiesto di più sul loro conto o sulla natura del male che affligge il Re Pescatore, contravvenendo al precetto evangelico: "chiedete e vi sarà dato".
Nel romanzo medievale tedesco Parzival di Wolfram von Eschenbach, Parsifal è il padre di Lohengrin, che è uno dei custodi del Santo Graal, il cavaliere del cigno caro alle leggende medievali dei Paesi Bassi (il Brabante) che scende sulla terra per difendere i deboli e per cercare una donna – Elsa – che sappia apprezzarlo semplicemente per la sua umanità.
Parsifal compare inoltre in numerose opere sia in versi sia in prosa, databili tra il XII e il XIII secolo, tra cui il perduto Perceval di Robert de Boron, le continuazioni dell'incompiuto Racconto del Graal di Chrétien ad opera di Waucher de Denain (attribuzione dubbia), Gerbert de Montreuil e Manessier, e il Perlesvaus. Tra le opere successive, si ricorda soprattutto La morte di Artù di Malory, pubblicata nel 1485, in cui, nel libro VI, il cavaliere parte alla ricerca del Graal assieme a Lancillotto, Bors e Galahad.

## Origini del personaggio

### Nell'opera di Chrétien de Troyes
La prima attestazione del personaggio di Parsifal, col nome di Percevaus o Perceval, è nei romanzi in versi in antico francese di Chrétien de Troyes, autore del XII secolo al quale si deve la trasposizione in genere letterario (il romanzo, per l'appunto) del cosiddetto "ciclo arturiano". Si ritiene pertanto che Perceval, inteso anche come eroe popolare, sia un'invenzione di Chrétien.
Dopo una breve apparizione in Erec e Enide e Cligès, diviene il protagonista del Racconto del Graal, composto probabilmente negli anni '80 del XII secolo. Nell'opera, Perceval presenta un carattere e tratti biografici che verranno poi ripresi dalla quasi totalità degli autori successivi. Di nobile lignaggio, discende da Giuseppe di Arimatea (Joseph d'Abarimacie, membro del Sinedrio che, a differenza degli altri, era dalla parte di Gesù, e chiese e ottenne da Pilato la consegna del corpo del Cristo per collocarlo in un sepolcro di sua proprietà).
Giovane fisicamente dotato, è del tutto ignaro di ciò che si estende al di là della foresta in cui vive, isolato, assieme alla madre. Ciò è dovuto ai timori di quest'ultima che, a causa della guerra, ha perduto due figli (fratelli cavalieri di Perceval) e quasi il marito, anch'egli cavaliere, rimasto gravemente ferito. Perciò lei tenta in ogni modo di tenere il figlio superstite lontano dal mondo e dalla cavalleria, ovvero dal suo destino.

### Nell'opera di Wolfram von Eschenbach
Una testimonianza della fortuna di cui godette la figura di Parzival in area tedescofona già nel XIII secolo è data da un passo del poema didascalico Der wälsche Gast (Il visitatore italiano) di Thomasîn von Zaerclaere, ai versi 1066-1075:
(Thomasîn von Zaerclaere, Der wänsche Gast)
Tale fortuna fu dovuta probabilmente al Parzival di Wolfram von Eschenbach, nonostante il riferimento alla costola rotta rimandi più propriamente al Perceval di Chrétien de Troyes, vale a dire la fonte diretta di Eschenbach.

## Interpretazioni moderne
Parsifal compare in numerose opere moderne.

### Musica
- L'opera Parsifal (1882), ultimo dramma musicale di Richard Wagner.
- Il brano Parsifal, di Claudio Chieffo.
- Il brano Percival, dei New Trolls.
- L'album Parsifal, dei Pooh.
- La citazione ("Parsifallo") nella canzone Dove sta Zazà? riportata al successo da Gabriella Ferri.
- L'opera prog Parsifal - L'uomo delle stelle (ampliamento e continuazione dell'album del 1973), di Roby Facchinetti[8].

### Cinema
- Kind Hearted Percival del 1911, di Frank Wilson.
- Parsifal del 1912, di Mario Caserini
- Il fuorilegge, di Éric Rohmer.
- Excalibur di John Boorman.
- Parsifal del 1982, di Hans-Jürgen Syberberg.

### Altri media

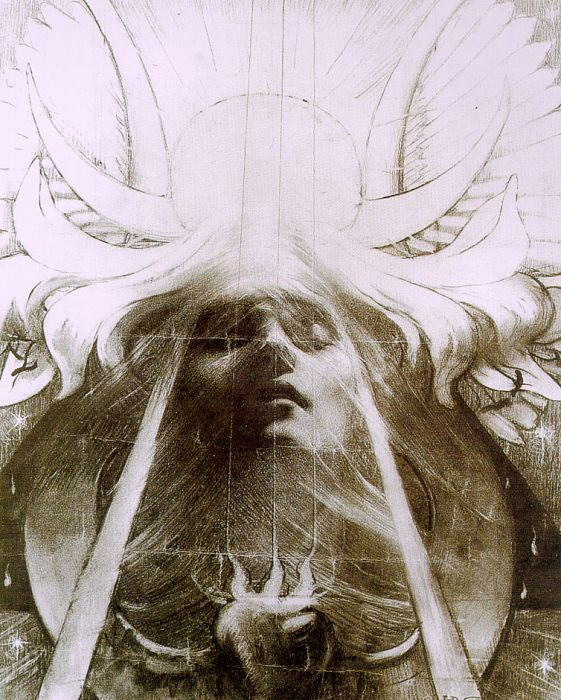
Jean Delville, Parsifal, 1890, carboncino su carta, 70,7 × 56 cm; collezione privata

- Percival Silente è un membro della famiglia Silente della serie di Harry Potter.
- Il videogioco Sonic e il Cavaliere Nero di SEGA (2009), dove viene interpretato da Blaze the Cat anche se la stessa Blaze è una femmina, non un maschio rispetto al personaggio d'ispirazione.
- Darkus Percival è il nome del Bakugan partner di Ace Grit dell'anime Bakugan Battle Brawlers: New Vestronia.
- Percival McLeach è un personaggio del film d'animazione Bianca e Bernie nella terra dei canguri.
- Percival Ulysses Cox è un personaggio della serie televisiva Scrubs - Medici ai primi ferri.
- Sir Percival è uno dei personaggi presenti nel videogioco The Order: 1886.
- Parsifal è presente nella prima stagione della serie Netflix Knightfall del 2017 come adepto dell'ordine dei templari.
- Nel film Ready Player One del 2018, di Steven Spielberg, il protagonista sceglie il nome Parzival come nickname del proprio avatar.
- Duncan Paercival è un membro della famiglia Paercival dell'isola di Naermir del romanzo L'alba della luce oscura di Gabriele Domenici.
- La serie televisiva Cursed del 2020 narra eventi antecedenti al ciclo arturiano. In questa versione il personaggio di Parsifal appare da bambino.
- Percival è il protagonista del manga Four Knights of the Apocalypse  manga shōnen scritto e disegnato da Nakaba Suzuki sequel di The Seven Deadly Sins - Nanatsu no taizai dello stesso Suzuki.
- Parsifal è il nome in codice del personaggio interpretato da Beppe Fiorello nella serie tv Ultimo con Raul Bova.

### Annotazioni
1. ↑  "Percevaus li Galois" (il Gallese), preceduto da sir Kay, figura tra i baroni di Artù che, dalle finestre del castello di Cardigan, cercano di scorgere Erec ed Enide al loro sopraggiungere. L'intero episodio è nartato negli ottosillabi 1479-1690.
2. ↑  Nel Perceval, l'eroe disarciona il siniscalco, rompendogli un braccio e slogandogli una clavicola.

### Fonti
1. ↑  
 Bruno Migliorini et al., Scheda sul lemma "Percivalle", in Dizionario d'ortografia e di pronunzia, Rai Eri, 2010, ISBN 978-88-397-1478-7.
2. ↑  (EN) Ruth Harwood Cline (a cura di), Perceval, or the Story of the Grail, Athens, University of Georgia Press, 1985,  p. IX, ISBN 0-8203-0812-9.
3. ↑  (EN) Jessie Laidley Weston, The Legend of Sir Perceval, London, David Nutt, 1909,  p. 229.
4. 1 2 3  Groos & Lacy 2002, p. 5.
5. 1 2  
(DE) Christoph Cormeau, Thomasin von Zerklaere, in Die deutsche Literatur des Mittelalters: Verfasserlexikon, IX, Metzler, 1979,  pp. 895-902.
6. 1 2  
(DE) Bernd Schirok, Parzivalrezeption im Mittelalter, Darmstadt, Wissenschaftliche Buchgesellschaft, 1982,  pp. 70 e sgg., ISBN 3-534-08038-6.
7. 1 2 3  Groos & Lacy 2002, pp. 1-2.
8. ↑   Roby Facchinetti ed il suo Parsifal - 13.02.2025 - iPooh.it - Una canzone lunga una vita, su www.ipooh.it. URL consultato il 4 aprile 2025.